# Ilario Margarita
Ilario Margarita, né le 4 février 1887 à Castelrosso et mort le 21 octobre 1974, est militant anarchiste et syndicaliste libertaire italien.

## Biographie

Unione Sindacale Italiana.

Surnommé Unico parce qu'il a toujours sur lui un exemplaire de l’L'Unique et sa propriété de Max Stirner, il est bon orateur et conférencier, et prend la parole au nom des groupes anarchistes ou de l’Unione Sindacale Italiana (USI).
En 1920, il participe activement au mouvement d’occupation des usines et l’année suivante est le secrétaire de l’USI de Brescia.
En 1922, à Turin, il est l'un des créateurs du groupe antifasciste des Arditi del popolo.
La montée du régime fasciste en Italie, l'oblige à se réfugier en France, puis à Cuba où pour échapper à la répression anti-anarchistes du général Gerardo Machado, il émigre aux États-Unis où, sous le pseudonyme de Ilario di Castelred, il anime les publications L’Adunata dei Refrattari et Aurora.

### Révolution sociale en Espagne
En 1931, à la suite de la proclamation de la seconde République espagnole, il revient en Europe avec sa compagne Giuditta Zanella (1885-1962). Sous le pseudonyme de Iglesias, il est le bibliothécaire de la Confédération nationale du travail de Gracia.
Lors du coup d'État du 18 juillet 1936, il participe aux combats contre le soulèvement franquiste.
Pendant la révolution sociale espagnole de 1936, il se bat dans la Colonne Ortiz, puis dans la section italienne de la Colonne Ascaso aux côtés notamment de Camillo Berneri, Antonio Cieri.
Exilé en France lors de la retirada, il est interné au camp de concentration d'Argelès-sur-Mer et au camp de Gurs.
En 1940, lors de la Seconde Guerre mondiale, il est mobilisé dans une compagnie de travailleurs étrangers, mais libéré après par la percée allemande, il gagne à pied la Belgique où il demande son rapatriement en Italie.
Dès son arrivée, il est condamné à cinq ans d’incarcération et interné à Tremiti.
Libéré en septembre 1943, il participe à la résistance italienne.
Après la guerre, il participe à la réorganisation du mouvement libertaire et un des promoteurs de la reconstruction de l’USI.
En 1963, il s'engage dans la défense des libertaires cubains emprisonnés par le régime castriste.
En mars 1964, à Turin, il édite le journal La Rivendicazione Sociale (La Revendication Sociale) qui a pour épigraphe une citation de Eugenio Chiesa : « Noi abbiamo soprattutto fiducia nella forza delle idee, nelle forze popolari, che debbono ridestarsi per la redenzione di tutti gli oppressi » (« Nous avons surtout confiance dans la force de l'idée, dans les forces populaires, elle doivent se réveiller pour la libération de tous les opprimés »).

## Philosophie politique
Selon la notice du Dizionario biografico degli anarchici italiani, « Farouchement anticommuniste, Ilario Margarita, tout en restant un anarchiste traditionnel, défendait la démocratie qu’il considérait comme "un espace de liberté" ».

## Œuvres
Il est à l'initiative de plusieurs publications libertaires.

## Notices
- Dictionnaire international des militants anarchistes : notice biographique.
- Centre International de Recherches sur l'Anarchisme (Lausanne) : La rivendicazione sociale.
- (it) Dizionario biografico degli anarchici italiani, tome II, Pisa, BFS Edizioni, 2004, notice biographique,  (ISBN 88-86389-87-6).